# Saint-Pierre-de-Cernières
Saint-Pierre-de-Cernières är en kommun i departementet Eure i regionen Normandie i norra Frankrike. Kommunen ligger i kantonen Broglie som tillhör arrondissementet Bernay. År 2022 hade Saint-Pierre-de-Cernières 235 invånare.

## Befolkningsutveckling
Antalet invånare i kommunen Saint-Pierre-de-Cernières
Referens:INSEE